# Rhamnus sargentiana
Rhamnus sargentiana är en brakvedsväxtart som beskrevs av Camillo Karl Schneider. Rhamnus sargentiana ingår i släktet getaplar, och familjen brakvedsväxter. Inga underarter finns listade i Catalogue of Life.